# Esame obiettivo del torace
L'esame obiettivo del torace è un'analisi clinica finalizzata alla ricerca e al riconoscimento di reliquati patologici a carico dei visceri toracici o anche di alcune strutture più superficiali come la mammella.
L'esame obiettivo è il secondo step del processo diagnostico, preceduto dall'anamnesi e seguito da eventuali esami strumentali. Come in tutti i distretti, anche in questo caso l'esame obiettivo si articola delle canoniche 4 fasi:
- Ispezione
- Palpazione
- Percussione
- Auscultazione

## Esame obiettivo dell'apparato respiratorio

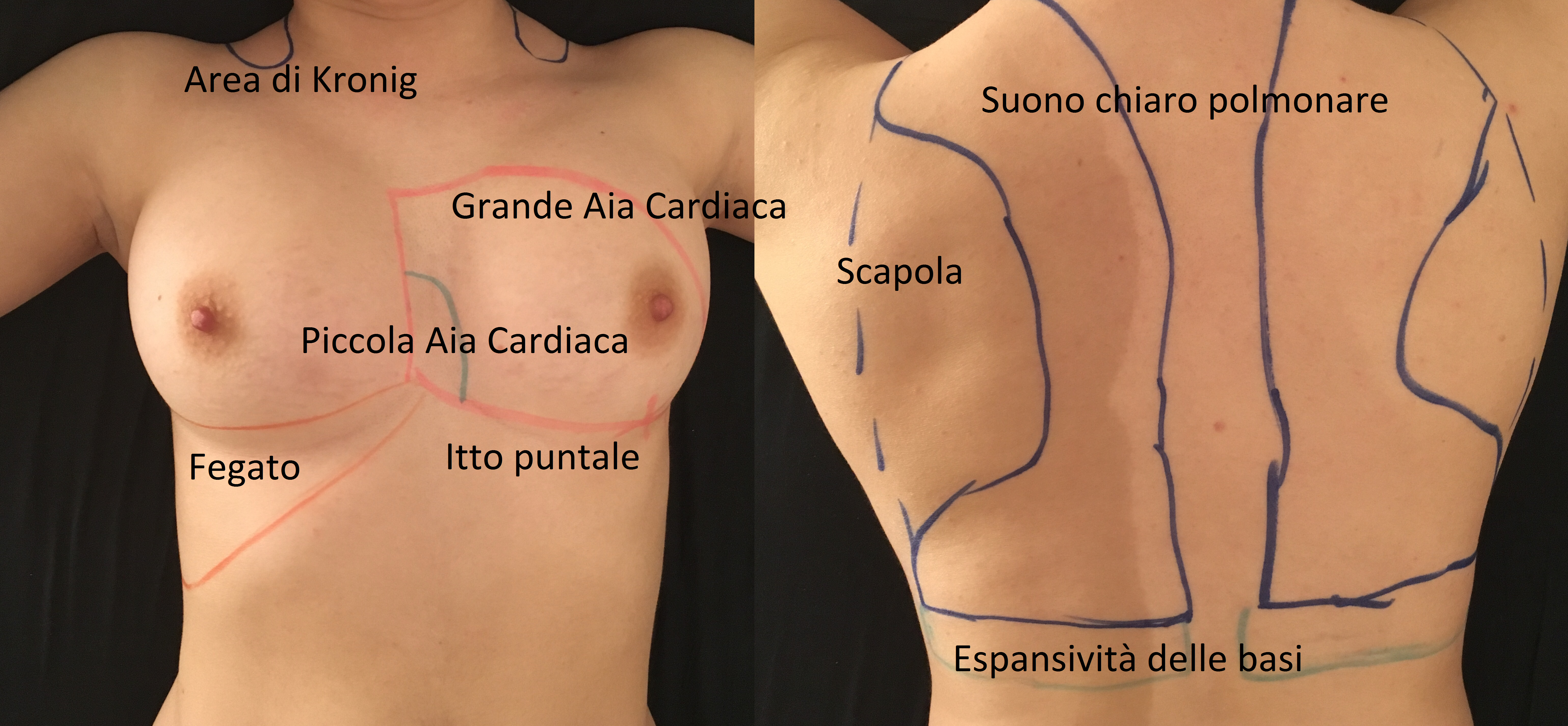
delimitazione dei visceri normalmente indagati con la metodica percussoria nel contesto dell'esame obiettivo del torace

Prevede varie manovre semeiologiche, sempre nel contesto di "ispezione, palpazione, percussione e auscultazione".
Nella fase di ispezione il medico osserva il torace del paziente e si concentra su varie caratteristiche:
- Forma: il torace normalmente ha la forma di un tronco di cono con la base maggiore rivolta verso l'alto. Anomalie come il torace a botte, caratterizzato dalla forma a parallelepipedo, possono dare una prima informazione sul paziente (un torace a botte può essere frequentemente trovato in un paziente con enfisema)
- Mobilità e tipo di respirazione: è importante osservare come si comporta la muscolatura deputata alla respirazione. Nell'uomo è maggiore l'attività del diaframma (respiro addominale) mentre nella donna e nel bambino è preponderante l'attività costale (respiro costale). Alterazioni molto marcate della mobilità di alcuni muscoli respiratori può avere significato diagnostico preciso: un paziente che mantiene immobile il diaframma respirando velocemente e superficialmente con la componente toracica fa pensare che ci sia qualche problema a livello addominale
- Simmetria degli atti del respiro: in situazioni normali, gli emitoraci si espandono in modo uguale con gli atti del respiro, tuttavia in caso di alcune patologie si può avere alterazione nell'espansione di un emitorace (in caso di pneumotorace ad esempio, l'emitorace colpito non si espande)
- Reticoli venosi superficiali di tipo cavo-cavale: si sviluppano quando una delle due vene cave è ostruita. Ad esempio, a causa di una neoplasia polmonare che ha occluso la vena cava superiore si può notare un turgore molto marcato delle vene laterali del torace perché cercano di scaricare nel distretto cavale inferiore (sindrome della vena cava superiore). In un caso come questo, è significativo eseguire una manovra del Gasbarrini per identificare quale delle due vene cave sia oggetto di ostruzione.
- Presenza di cicatrici, lesioni o alterazioni cutanee: le cicatrici, specialmente chirurgiche, possono dare un'idea delle patologie che ha avuto il paziente e di come è stato curato. Lesioni cutanee che possono localizzarsi nel torace come gli spider nevi possono indicare la presenza di eventi morbosi anche in altri distretti (in questo caso, nel fegato).